# Kennedi Clements
Kennedi Clements (* 21. Januar 2007 in White Rock, British Columbia) ist eine kanadische Schauspielerin.

## Leben
Kennedi Clements gab ihr Schauspieldebüt im Alter von drei Jahren in dem Fernsehfilm Familie wider Willen. Danach folgten weitere kleine Rollen in Fernsehfilmen und -serien wie V – Die Besucher, Motive, Rogue und Wayward Pines. Im Jahr 2015 ist sie erstmals in einem Kinofilm zu sehen. In der Neuverfilmung zum Kultfilm Poltergeist aus dem Jahr 1982 übernahm sie neben Sam Rockwell und Rosemarie DeWitt die Rolle deren jüngster Tochter Madison Bowen und tritt damit in die Fußstapfen von Heather O’Rourke in der Rolle der Carol Anne Freeling im Original.

## Filmografie (Auswahl)
Filme
- 2010: Familie wider Willen (A Family Thanksgiving, Fernsehfilm)
- 2012: It’s Christmas, Carol! (Fernsehfilm)
- 2013: Twist of Faith (Fernsehfilm)
- 2013: Coming Home for Christmas
- 2014: Versprochen ist versprochen 2 (Jingle All the Way 2)
- 2015: Poltergeist

Serien
- 2011: V – Die Besucher (V, Episode 2x08)
- 2013: Motive (Episode 1x03)
- 2013: Eve of Destruction (Episoden 1x01–1x02)
- 2013: Rogue (4 Episoden)
- 2015: Wayward Pines (Episode 1x06)
- 2016: Second Chance (Episode 1x02)
- 2019–2020: Welpenakademie (Pup Academy, 6 Episoden)